# Bắc Hồ
Bắc Hồ (chữ Hán giản thể: 北湖区, bính âm: Beihu Qu) là một quận thuộc địa cấp thị Sâm Châu tỉnh Hồ Nam, Cộng hòa Nhân dân Trung Hoa. Quận này có diện tích 815 ki-lô-mét vuông, dân số năm 2003 khoảng 300.000 người. Mã số bưu chính là 423000, mã vùng điện thoại là 0735. Chính quyền quận đóng ở. Về mặt hành chính, quận này được chia thành 4 nhai đạo, 5 trấn 7 hương và 2 hương dân tộc.
- Nhai đạo biện sự xứ: Nhân dân Lộ, Yên Tuyền, Hạ My Kiều
- Trấn: Thạch Cái Đường, Hoa Đường, Lỗ Đường, Sâm Giang, Vạn Hoa Nham.
- Hương: Giang Khẩu, Thị Giao, hương dân tộc Dao Đại Đường, Đồng Hòa, hương dân tộc Dao Nguyệt Lĩnh, Phù Dung, Vĩnh Xuân, Nam Khê.